# Kiescollege (Verenigde Staten)

Kiesmannen per Amerikaanse staat 2012, 2016, 2020. De kleuren corresponderen met het aantal kiesmannen. De omcirkelde cijfers zijn de nummers van de congresdistricten in de staten Maine en Nebraska.

Kiesmannen per Amerikaanse staat 2004, 2008

Het Kiescollege (Engels: Electoral College) is in het Amerikaanse staatsrecht het lichaam dat de president kiest. De leden van het Kiescollege heten kiesmannen of kiesmensen (Engels: electors).

## Functie
In de Verenigde Staten wordt de president niet rechtstreeks gekozen, maar indirect, met getrapte verkiezingen. Feitelijk wordt op de dag van de verkiezingen niet de president gekozen, maar een college dat hem of haar pas enige tijd later kiest. Dit kiescollege bestaat uit 538 electors, in het Nederlands "kiesmannen" genoemd (die natuurlijk ook vrouwen kunnen zijn). Als een presidentskandidaat erin slaagt 270 kiesmannen te winnen, mag verwacht worden dat diegene president van de Verenigde Staten wordt, hoewel het in theorie mogelijk is dat sommige kiesmannen op een andere partij stemmen (zie hieronder #Afwijkende stemmen). 
Het aantal kiesmannen (in totaal 538) is evenveel als het aantal senatoren (twee per staat, in totaal 100) plus het aantal leden van het Huis van Afgevaardigden (tevens het aantal congresdistricten, minimaal 1 en maximaal 53 per staat en wel één voor ongeveer elke 700.000 inwoners, in totaal 435), plus drie voor Washington D.C. Het aantal kiesmannen van een staat is dus minimaal 3 en maximaal 55. Het feit dat van het aantal kiesmannen er twee onafhankelijk van het inwonertal zijn heeft tot gevolg dat de staten met weinig inwoners relatief veel kiesmannen hebben. 
Per presidentskandidaat is er per staat het betreffende aantal genomineerden voor het kiescollege. Het zijn meestal trouwe leden van de betreffende partij, die beloven dat als ze in het kiescollege komen, ze op de betreffende presidentskandidaat zullen stemmen.
Elke staat bepaalt zelf welk systeem wordt gehanteerd om op basis van de uitslag van de presidentsverkiezingen in die staat te bepalen welke kiesmannen worden benoemd. In 48 staten gaat dit volgens het principe winner takes all voor de staat in zijn geheel. Dat wil zeggen dat de voor kiesman genomineerden van de presidentskandidaat die in de staat de meeste stemmen haalt, lid van het kiescollege worden. In de staten Maine en Nebraska worden twee kiesmannen op deze wijze gekozen; voor de andere (twee in Maine, drie in Nebraska) geldt winner takes all per congresdistrict.
Het is mogelijk dat de presidentskandidaat met landelijk de meeste stemmen de verkiezingen toch niet wint. Door het winner takes all systeem per staat kan dit met name gebeuren als de kandidaat in veel staten waarin hij wint dat met een grote marge doet en in veel staten waarin hij verliest, met een kleine marge. Daarnaast kan dit gebeuren wanneer de kandidaat vooral verliest in staten met veel kiesmannen in verhouding tot het aantal inwoners (dit zijn zoals gezegd de staten met weinig inwoners).
Dat gebeurde bijvoorbeeld tijdens de presidentsverkiezingen van 2000, waarin Al Gore meer stemmen behaalde dan George W. Bush, maar toch een minderheid in het kiescollege had en dus de verkiezingen verloor. Dit gebeurde nog recenter ook tijdens de presidentsverkiezingen van 2016 waarbij Donald Trump zonder de meerderheid van de stemmen won van Hillary Clinton. Tegenstanders van het systeem wijzen hierop wanneer zij voor afschaffing pleiten. Voorstanders zeggen dat het systeem de overmacht van de (qua inwonertal) grotere staten tegengaat en verkiezingsfraude moeilijker maakt.

## Samenstelling
Na iedere volkstelling, die in de VS elke tien jaar wordt gehouden, wordt het aantal afgevaardigden per staat aangepast, en dus ook het aantal kiesmannen per staat.
De verdeling van 2020 tot en met 2030, met tussen haakjes de toe- of afname van het aantal kiesmannen sinds de vorige verdeling, is als volgt:
- Californië - 54 (-1)
- Texas - 40 (+2)
- Florida - 30 (+1)
- New York - 28 (-1)
- Illinois - 19 (-1)
- Pennsylvania - 19 (-1)
- Ohio - 17 (-1)
- Georgia - 16
- North Carolina - 16 (+1)
- Michigan - 15 (-1)
- New Jersey - 14
- Virginia - 13
- Washington - 12
- Arizona - 11
- Indiana - 11
- Massachusetts - 11
- Tennessee - 11
- Colorado - 10 (+1)
- Maryland - 10
- Minnesota - 10
- Missouri - 10
- Wisconsin - 10
- Alabama - 9
- South Carolina - 9
- Kentucky - 8
- Louisiana - 8
- Oregon - 8 (+1)
- Connecticut - 7
- Oklahoma - 7
- Arkansas - 6
- Iowa - 6
- Kansas - 6
- Mississippi - 6
- Nevada - 6
- Utah - 6
- Nebraska - 5
- New Mexico - 5
- Hawaï - 4
- Idaho - 4
- Maine - 4
- Montana - 4 (+1)
- New Hampshire - 4
- Rhode Island - 4
- West Virginia - 4 (-1)
- Alaska - 3
- Delaware - 3
- District of Columbia - 3
- North Dakota - 3
- South Dakota - 3
- Vermont - 3
- Wyoming - 3

## Afwijkende stemmen
Van een kiesman wordt verwacht dat hij stemt zoals hij beloofd heeft. Als een lid van het kiescollege anders stemt dan hij zou moeten doen, wordt zo iemand een faithless elector genoemd. Het hangt van de wetgeving van die staat af of dit gedrag strafbaar is en of de stem ongeldig wordt verklaard. Er zijn bijzondere gevallen, zoals het overlijden van de kandidaat, waarbij er afgeweken werd van de uit te brengen stem.
In 2016 weigerden kiesmannen van de staten Washington en Colorado om op Clinton te stemmen, die de staten had gewonnen. Ze kregen daarvoor een boete. Na een jarenlange procedure werd op 6 juli 2020 door het Federale Hooggerechtshof unaniem bepaald dat de boete terecht was opgelegd.

## Geschiedenis
Het bestaan van het kiescollege is historisch te verklaren als een tegemoetkoming aan de zuidelijke slavenstaten. Het college is opgericht door het grondwettelijk congres van Philadelphia. Elke slaaf telde voor 3/5 mee in het bepalen van het aantal kiesmannen waarop een staat recht had. Het systeem met een kiescollege moest toelaten dat staten het stemrecht ontzegden aan zwarten zonder hiervoor aan macht in te boeten.
Totdat het Twaalfde amendement op de grondwet van de Verenigde Staten was ingegaan, bij de verkiezingen van 1804, bracht iedere kiesman twee stemmen uit, zonder specifiek te bepalen welke stem voor het presidentschap was en welke voor het vicepresidentschap. De kandidaat met het hoogste aantal stemmen en een meerderheid van het kiescollege, werd de president, terwijl de kandidaat met het op een na hoogste aantal stemmen vicepresident werd.
Bij twee kandidaten per partij lag het voor de hand dat kiesmannen van een partij op die twee kandidaten stemden. Dit had echter tot gevolg dat weliswaar de twee kandidaten van één partij zouden winnen, maar onbepaald zou dan zijn wie president en wie vice-president zou worden. Het Huis van Afgevaardigden zou dan kiezen wie van de twee president zou worden. Om dit te voorkomen moest een kunstgreep worden toegepast: één kiesman per partij moest dan slechts één stem uitbrengen op een kandidaat van zijn favoriete partij, en de andere niet uitbrengen, of op een kandidaat van een andere partij.
Als reactie op de patstelling na de verkiezingen van 1800 wijzigde het 12de amendement deze procedure, zodat een kiesman duidelijk moest maken welke keuze hij voor de president, respectievelijk de vicepresident, maakte.
Er is in de Verenigde Staten veel steun om het kiescollege af te schaffen en de president en vicepresident rechtstreeks te kiezen. Er zijn diverse grondwetadmendementen zonder succes voorgesteld. Het laatste voorstel was op 1 november 2021.